# Лес (село)
Лес (укр. Ліс) — село в Новояворовской городской общине Яворовского района Львовской области Украины.
Занимает площадь 0,006 км². Почтовый индекс — 81061. Телефонный код — 3259.

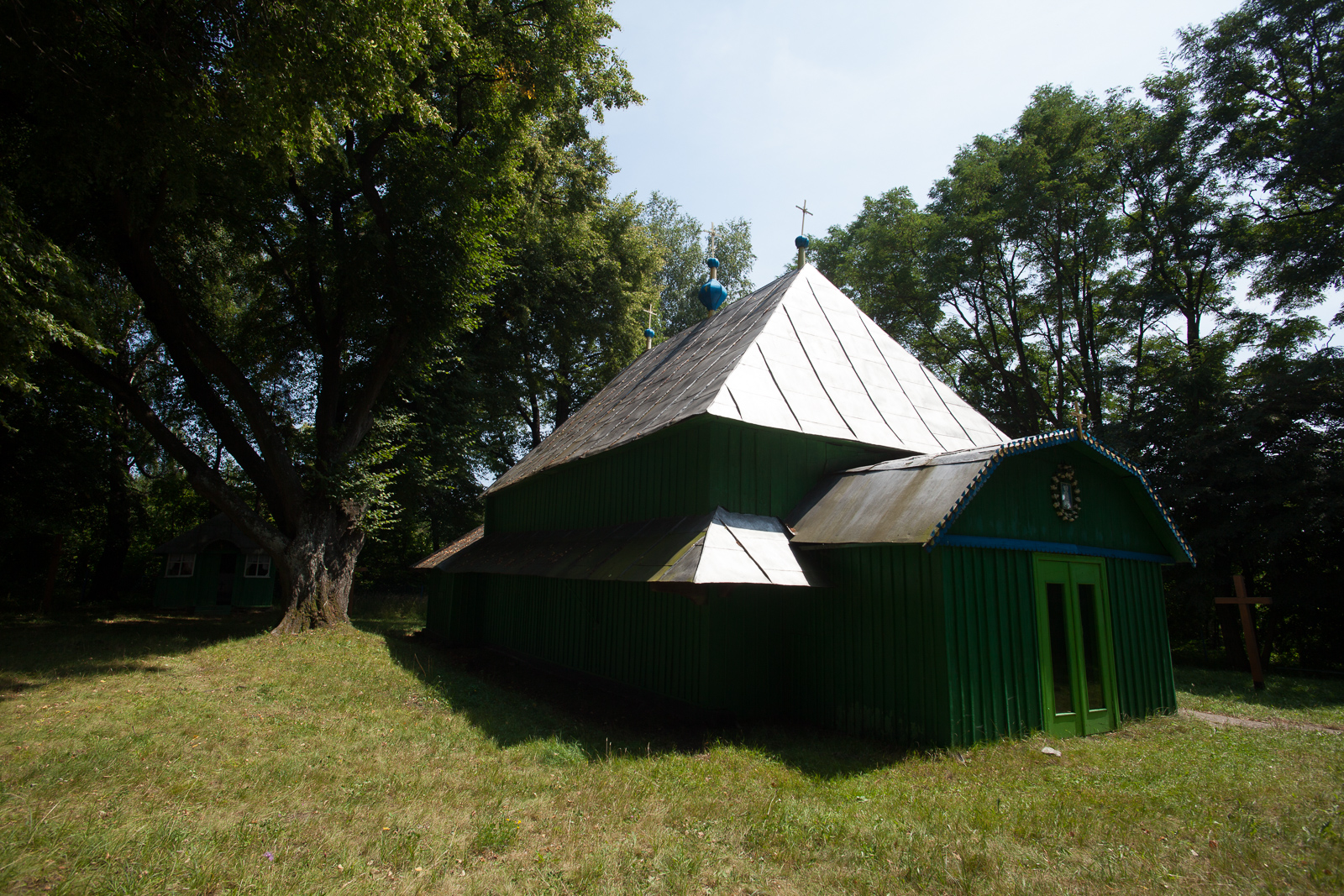
Церковь Положения Пояса Богородицы, 1700